# GATE〜それは暁のように〜
「GATE〜それは暁のように〜」（ゲート それはあかつきのように）は、岸田教団&THE明星ロケッツの楽曲。バンドの3枚目のシングルとして2015年7月29日にワーナー・ブラザース・ホームエンターテイメントから発売された。

## 音楽性
表題曲、カップリング曲ともに、テレビアニメ『GATE 自衛隊 彼の地にて、斯く戦えり』のために制作され、表題曲はオープニングテーマに起用された。
表題曲は、駆け抜けるマニアックなビートにふんわりガーリーなヴォーカルが際立つ正統派ロック・ナンバー。レーベルからはポップで明るい曲を依頼されたため、爽やかでポップな仕上がりになった。作詞作曲を担当した岸田によれば、初めは単純にキャッチーな曲で、ミリタリーな雰囲気を演出するためにサビの後に「ウォー！」と叫ぶことにしたが、それでも作品に登場する兵器のヴィジュアルのインパクトが強く、もっと派手にしたほうがよかったと思っているという。歌詞は、同アニメの主人公・伊丹耀司をイメージして書いたもので、三十路を過ぎ、自分の身の程をよく知っているということを特に重視したという。
カップリング曲は、前述のレーベルからの依頼を無視し、兵器や荒野をイメージして制作された楽曲。岸田は、ichigoが書いた歌詞はDQNだと述べている。

## シングルリリース
岸田教団&THE明星ロケッツのシングルとしては前作「ストライク・ザ・ブラッド」から2年ぶりのリリースとなる。
販売形態は初回限定盤（1000573377）、通常アニメ盤（1000573378）、通常盤（1000573379）の3種リリースで、初回限定盤にはMVを収録したDVD、通常アニメ盤には同アニメノンクレジットオープニング映像を収録したDVDがそれぞれ同封されている。
MVは、初めは戦車を軸とするなどの様々な案があったが、予算や社会情勢などを配慮して最終的に、LUNA SEAをイメージし、ロックバンドらしく撮ることとなった。

## シングル収録内容

### 初回限定盤・通常盤
| 全作曲: 岸田、全編曲: 岸田教団&THE明星ロケッツ。 |                                              |           |            |      |
| #                                                | タイトル                                     | 作詞      | 作曲・編曲 | 時間 |
| 1.                                               | 「GATE〜それは暁のように〜」                 | 岸田      | 岸田       | 3:47 |
| 2.                                               | 「EGOISTIC HERO」                            | ichigo    | 岸田       | 3:34 |
| 3.                                               | 「GATE〜それは暁のように〜（instrumental）」 |           | 岸田       | 3:47 |
| 4.                                               | 「EGOISTIC HERO（instrumental）」            |           | 岸田       | 3:33 |
| 合計時間:                                        | 合計時間:                                    | 合計時間: | 14:43      |      |

| #  | タイトル                                    | 作詞 | 作曲・編曲 |
| -- | ------------------------------------------- | ---- | ---------- |
| 1. | 「GATE〜それは暁のように〜（Music Video）」 |      |            |

### 通常アニメ盤
| 全作詞・作曲: 岸田、全編曲: 岸田教団&THE明星ロケッツ。 |                                              |      |            |      |
| #                                                      | タイトル                                     | 作詞 | 作曲・編曲 | 時間 |
| 1.                                                     | 「GATE〜それは暁のように〜」                 | 岸田 | 岸田       | 3:47 |
| 2.                                                     | 「GATE〜それは暁のように〜（TV-size）」      | 岸田 | 岸田       | 1:33 |
| 3.                                                     | 「GATE〜それは暁のように〜（instrumental）」 | 岸田 | 岸田       | 3:45 |
| 合計時間:                                              | 合計時間:                                    | 9:07 |            |      |

| #  | タイトル                                                                             | 作詞 | 作曲・編曲 |
| -- | ------------------------------------------------------------------------------------ | ---- | ---------- |
| 1. | 「TVアニメ『GATE（ゲート）自衛隊 彼の地にて、斯く戦えり』 Non Credit Opening Movie」 |      |            |